# Da Chaplin blev shanghaiet
Da Chaplin blev shanghaiet er en amerikansk stumfilm fra 1915 af Charlie Chaplin.

## Medvirkende
- Charles Chaplin
- Edna Purviance
- Wesley Ruggles
- Lawrence A. Bowes
- Bud Jamison